# Kaple Božího hrobu (Votice)
Kaple Božího hrobu ve Voticích je historicky cenná stavba, která stojí ve Voticích v okrese Benešov na hřbitově při místním františkánském klášteře, jehož součástí je i obecní hřbitov. V celém Česku je kaplí Božího hrobu mnoho, avšak votický Boží hrob je výjimečný tím, že je zhotoven podle nákresů a rozměrů původní kaple Božího hrobu v Jeruzalémě.[zdroj?]
Areál kaple s ohradní zdí je od roku 1965 kulturní památkou.

## Historie

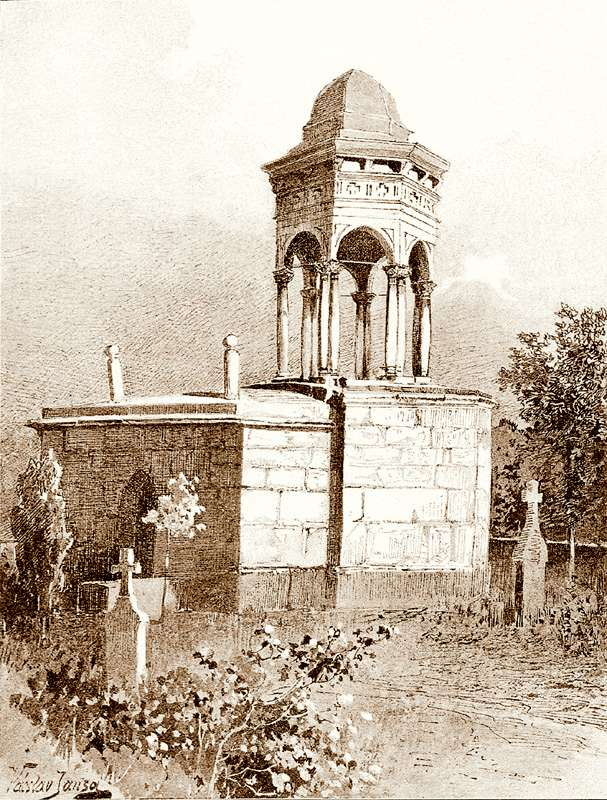
Votická kaple Božího hrobu na malbě Vaclava Jansy z roku 1891.

Výstavbu kaple Božího hrobu ve Voticích iniciovala kolem roku 1658 sestra hraběte Ferdinanda Františka z Vrtby, Marie Františka. Aby byla kaple co nejvíce podobná Božímu hrobu v Jeruzalémě, vyslala Marie Františka do Jeruzaléma dva františkány, Inocence Maryšku a Elevata Wienera, aby přinesli přesné nákresy a rozměry.  
Jak dlouho cesta trvala se přesně neví, ale samotná stavba byla započata v roce 1685. O 4 roky později, 13. dubna 1689 byla kaple vysvěcena sedlčanským děkanem Jiřím Konrádem Geneliem. Marie Františka také ustanovila, že každý rok bude na jaře sloužena mše za její počin. Hrabě Ferdinand František z Vrtby nechal kolem kaple Božího hrobu vystavět zeď s výklenky pro obrazy křížové cesty. Zbytky zdi jsou patrné ještě v dnešní době.

## Podoba kaple

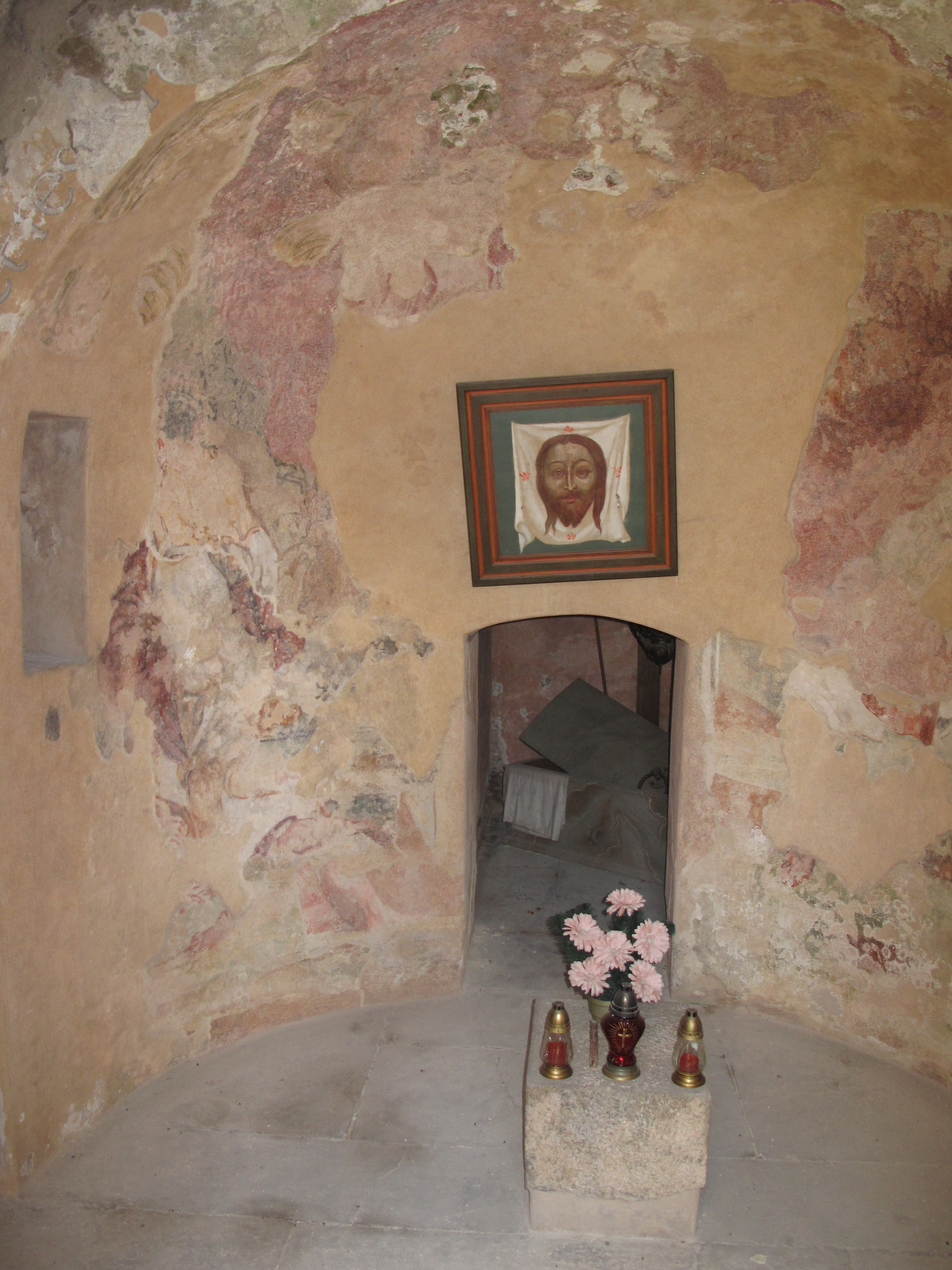
Interiér kaple

Kaple samotná je podlouhlá stavba složená z žulových kvádrů. Na střeše kaple je vztyčena šestiboká kupole, nesená v každém rohu dvěma kamennými sloupy s hrubými listovými hlavicemi. Všech 12 sloupů je nahoře vyztuženo železnými pruty. Klenba i zdi bývaly dříve vymalovány, tehdejší podobu však již nepamatují ani nejstarší občané Votic.

## Opravy a restaurování kaple
Ve stěnách kaple jsou pouze úzká okénka, která nezajistila dostatečné odvětrávání. Do kaple zatékalo, objevila se vlhkost. Stavba prošla v průběhu staletí mnoha opravami. První, zřejmě poměrně rozsáhlý zásah, proběhl v roce 1852. Po něm musela být kaple znovu vysvěcena. 
Na přelomu 60. a 70. let 20. století prodělala kaple důkladnou opravu. Dva kameníci – „památkáři“ – si u zdi hřbitova udělali kamenickou dílnu a  kaple byla obestavěna dřevěným lešením. Postupně byly vyměňovány narušené části: celá kopule, deset sloupů ze dvanácti a všechny jejich hlavice a dvě horní řady střechy a průčelí.
Další rozsáhlá oprava kaple proběhla v letech 1994–1996. Součástí oprav byl také restaurátorský průzkum, jehož předmětem byly především nalezené zbytky barokních maleb. Na přání městského úřadu byl proveden průzkum vnitřního inventáře kaple. K inventáři patřila socha Panny Marie Bolestné z roku 1770, dále socha sedícího anděla, velký svícen a barokní krucifix také z 18. století, krucifix a dvě kopí z 19. století a nástěnný oltářík z 19.–20. století. Po restaurátorském průzkumu následovala oprava vnějšího povrchu kaple, především zamezení prosakování vody mezi kamennými kvádry, a také oprava vnitřku kaple, kde byla nejstarší vrstva malby očištěna, fixována, tmelena a neutrálně retušována. Převažující výzdobu hrobní komory tvoří mramorování v teple růžových tónech. Nynější obnovená barevnost je 50% rekonstrukcí.
Zatím poslední opravou kaple prošla v letech 2018–2020.

## Vnitřní rozměry kaple
- Síň: výška 357 cm, délka 304 cm, šířka 315 cm
- Vchod do hrobky: výška 147 cm, šířka 82 cm
- Hrobka: šířka 196 cm, délka 195 cm.